# 浦和美園駅
浦和美園駅（うらわみそのえき）は、埼玉県さいたま市緑区美園四丁目にある、埼玉高速鉄道埼玉高速鉄道線（埼玉スタジアム線）の駅で、同線の終点。駅番号はSR 26。

## 歴史
- 2001年（平成13年）
  - 3月28日 - 開業。
  - 5月1日 - 浦和市・大宮市・与野市が合併し、所在地がさいたま市となる。
- 2003年（平成15年）4月1日 - さいたま市が政令指定都市に移行し、所在地がさいたま市緑区になる。
- 2006年（平成18年）4月 - 東口まち開き。
- 2007年（平成19年）3月18日 - ICカード「PASMO」の利用が可能となる[1]。
- 2013年（平成25年）9月2日 - 西口ロータリー開設。11月1日には西口に路線バスの乗り入れを開始。
- 2016年（平成28年）1月9日 - 改札内にデイリーヤマザキを開設[2][3]。
- 2017年（平成29年）
  - 2月18日 - 浦和東部第二特定土地区画整理事業の換地処分が前日に行われたことに伴い、町名地番変更が行われ、所在地の町名が大門3888-1から美園四丁目12に変更[4]。
  - 5月1日 - 副駅名「浦和美園とともに歩む 埼玉りそな銀行（今秋オープン予定）最寄駅」設定[5]。
    - 同年11月6日に埼玉りそな銀行浦和中央支店浦和美園出張所が開業し、その後副駅名からも「（今秋オープン予定）」の表記は除去されている[6]。

- 2018年（平成30年）3月11日 - キャプテン翼の登場人物99人のステンドグラスを設置[7]。
- 2019年（平成31年）4月8日 - 3番線でホームドアの使用を開始[8]。平日朝ラッシュ時間帯（学校の学期期間中）において3番線の使用を開始[8]。

## 駅構造
埼玉高速鉄道では唯一の地上駅である。コンコースは橋上にある。通常は1面2線の島式ホームを使用するが、2番線ホームの反対側に臨時ホーム（3番線）があり、埼玉スタジアムでのJリーグ試合やFIFA（国際サッカー連盟）主催のサッカー国際試合の開催日など多客時に使用される。ステーションカラーは   赤色。線路は駅北側にも伸び、浦和美園車両基地が立地する。
保安用にホームドアシステムを装備している。なお開業当初、臨時ホームの3番線にはホームドアが設置されていなかったが、2019年3月までに設置工事が行われ、同年4月8日より供用を開始した。
当駅に設置されている自動改札機は、多客対応のために全通路とも両方向からの通行が可能となっている。特に臨時ホームである3番線ホーム側の自動改札機は、試合開始前は出場のみ、試合終了後は入場のみの設定とするなど、この設備が活用されている。
- 1階：出入口・3番線改札（自動改札機）・ホーム
  - 臨時の自動券売機、有人窓口、PASMOチャージ機もある。通常時は3番線改札を含めてシャッターが降りている。
- 2階：1・2番線改札（自動改札機）、自動券売機、駅事務室
  - 3番線ホームへの階段・エスカレーターなどは設置されず、2階からの直接の行き来は不可能である。
  - 埼玉スタジアム2002でのイベント開催日には、改札前コンコースで物販が行われる。
  - 改札外コンコースでは、浦和レッズのユニフォームや応援旗などの品物を展示している。
- 3階：埼玉高速鉄道本社

### のりば
| 番線  | 路線             | 方向 | 行先         |
| ----- | ---------------- | ---- | ------------ |
| 1 - 3 | 埼玉スタジアム線 | 上り | 赤羽岩淵方面 |

- 3番線は臨時ホーム。

（出典：埼玉高速鉄道:駅構内図）

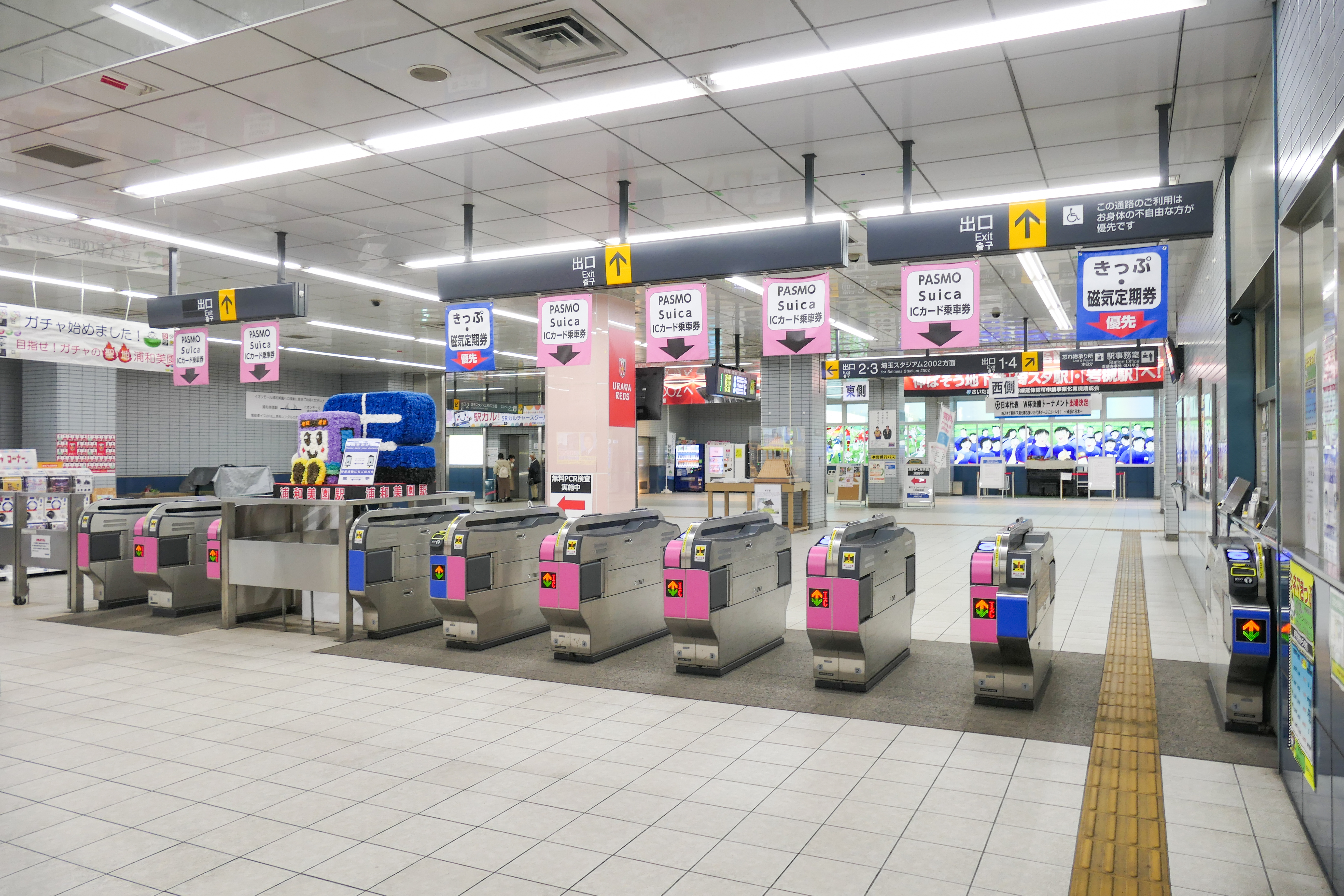
改札口（2022年12月）
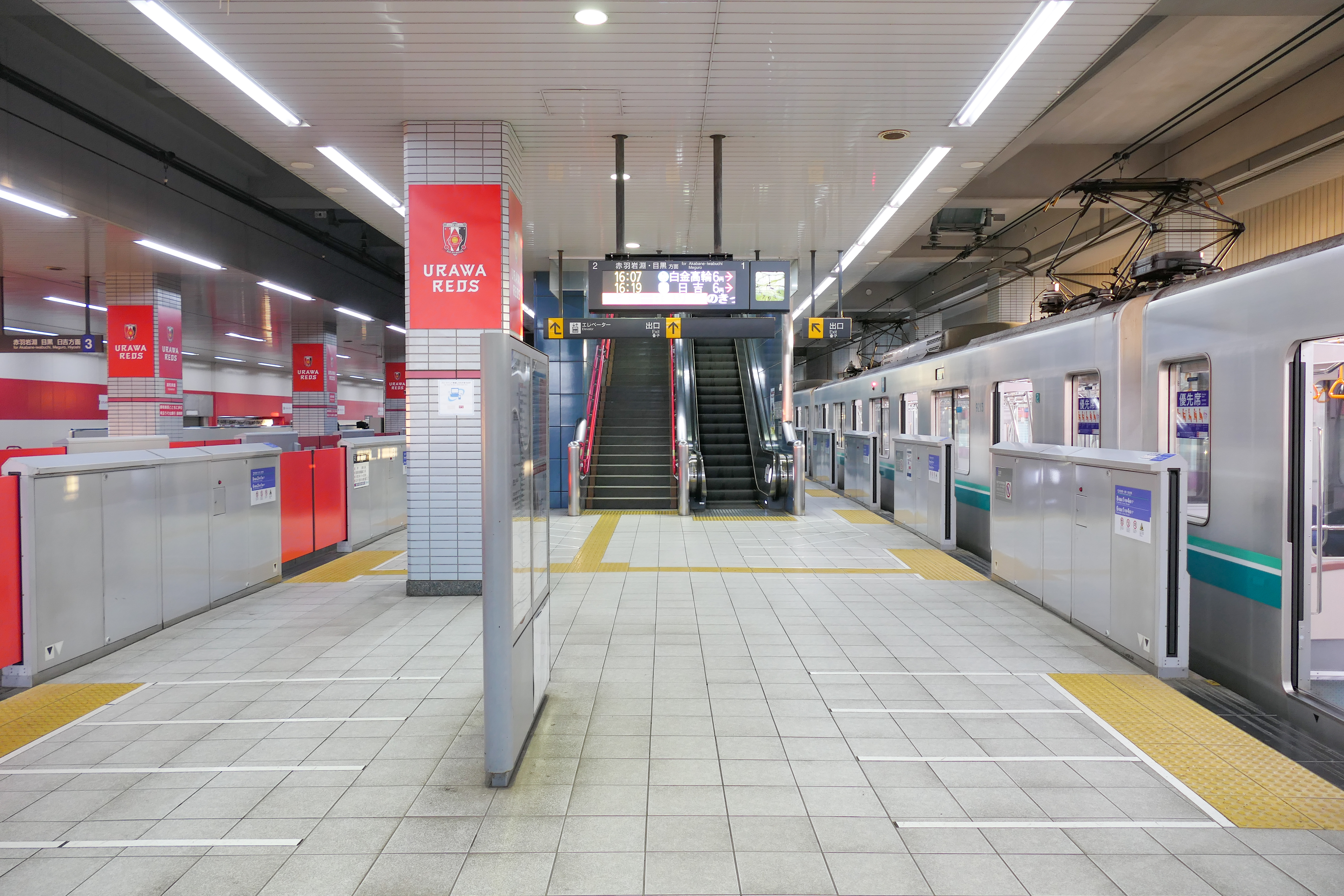
1・2番線ホーム（2022年12月）

### 発車メロディ（発車サイン音）
2007年11月14日より、埼玉スタジアム2002で浦和レッズの試合が開催される日に限り、発車サイン音にクラブの公式応援歌『KEEP ON RISING』を使用している。1番線は歌唱付きのバージョン、2番線はインストゥルメンタルのバージョンを使用している。

## 利用状況
2024年度の1日平均乗車人員は12,888人である。
開業時は乗車人員が少なかったものの、駅周辺への商業施設の出店や宅地開発の進行により、利用者数が増加した。埼玉スタジアム2002でのイベント開催時、特にサッカー日本代表・浦和レッズの試合時には利用者が急増するため、通常時との差が大きい。
開業以降の1日平均乗車人員の推移は下表のとおりである。
| 年度               | 1日平均 乗車人員 | 出典     |
| ------------------ | ---------------- | -------- |
| 2001年（平成13年） | 1,784            | [ * 1 ]  |
| 2002年（平成14年） | 2,531            | [ * 2 ]  |
| 2003年（平成15年） | 2,625            | [ * 3 ]  |
| 2004年（平成16年） | 2,947            | [ * 4 ]  |
| 2005年（平成17年） | 2,912            | [ * 5 ]  |
| 2006年（平成18年） | 4,702            | [ * 6 ]  |
| 2007年（平成19年） | 5,283            | [ * 7 ]  |
| 2008年（平成20年） | 5,369            | [ * 8 ]  |
| 2009年（平成21年） | 5,081            | [ * 9 ]  |
| 2010年（平成22年） | 5,195            | [ * 10 ] |
| 2011年（平成23年） | 5,201            | [ * 11 ] |
| 2012年（平成24年） | 5,570            | [ * 12 ] |
| 2013年（平成25年） | 5,996            | [ * 13 ] |
| 2014年（平成26年） | 6,469            | [ * 14 ] |
| 2015年（平成27年） | 7,410            | [ * 15 ] |
| 2016年（平成28年） | 8,289            | [ * 16 ] |
| 2017年（平成29年） | 9,337            | [ * 17 ] |
| 2018年（平成30年） | 10,249           | [ * 18 ] |
| 2019年（令和元年） | 11,220           | [ * 19 ] |
| 2020年（令和02年） | 8,280            | [ * 20 ] |
| 2021年（令和03年） | 9,064            |          |
| 2022年（令和04年） | 10,058           |          |
| 2023年（令和05年） | 11,665           |          |
| 2024年（令和06年） | 12,888           |          |

## 駅周辺
当駅は、さいたま市により土地区画整理事業が進められているみそのウイングシティの玄関駅として、また2002 FIFAワールドカップの試合会場となる埼玉スタジアム2002への最寄り駅として開業した。しかし、当初は区画整理事業が開始されたばかりで、駅前は更地に近い状態だった。開業時は、深夜帯の4本は東川口駅を終着駅としていた。
FIFAワールドカップ開催時には臨時のファミリーマートが開店し、コンビニでの1日売り上げ日本記録などを樹立したものの、期間限定店舗だったため、終了後は撤収した。
その後、長らく開業当初と変わらぬ状態が続いていたが、造成工事は着実に進捗し、2006年4月26日には当時埼玉県内最大級のショッピングセンターである「イオン浦和美園ショッピングセンター（現：イオンモール浦和美園）」が駅の南側に開業した。これを契機として周辺には店舗が相次いで立地するようになり、マンションや戸建住宅の分譲が開始されるなど、徐々に賑わいを見せ始めている。2013年には西口駅前広場が整備され、2015年には東口駅前に市立図書館や支所を含む複合施設が開館した。なお、駅付近のコンビニエンスストアは2007年11月2日に新規店舗として開業している。
「埼玉スタジアム2002」は当駅から徒歩約15分。駅北側にある車両基地の東側は、スタジアムへの広い遊歩道になっている。サッカーの試合や大型イベント開催時は当駅から往路のみのシャトルバスが運行される。

### 順天堂大学医学部付属埼玉国際先進医療センター（仮称）計画
浦和美園駅から北に1kmほど離れた地点に順天堂大学の大学院、看護学部、順天堂大学付属大学病院が建設される予定。当初、2018年に着工され、2020年度に開院・開校が計画されていたが、2021年末の時点で、2026年に着工し、2030年に全稼働とする計画変更申請書を同大が県に提出しており、更地のままの状態になっていたが、2022年04月の県医療審議会にて「順天大付属病院計画変更案」が承認され、2027年11月に開院する見通しとなった。また、順天堂大学大学院医学研究科（さいたまキャンパス、入学定員60名・総定員240名）も同時開設される計画である。
キャンパスは、A地区とB地区の2つに分かれ、A地区は病棟及び陽子線棟を中心に大学院医学研究科を整備し、B地区には看護学部、宿舎棟などが配置される計画である。また、病棟は9階建て、外来棟・検査棟は4階建てで各階で接続され、病床数は合計で800床（うち一般病棟は相部屋が352床、個室が262床）。検査棟にはVIP専用ロータリーとその専用出入り口を設ける。

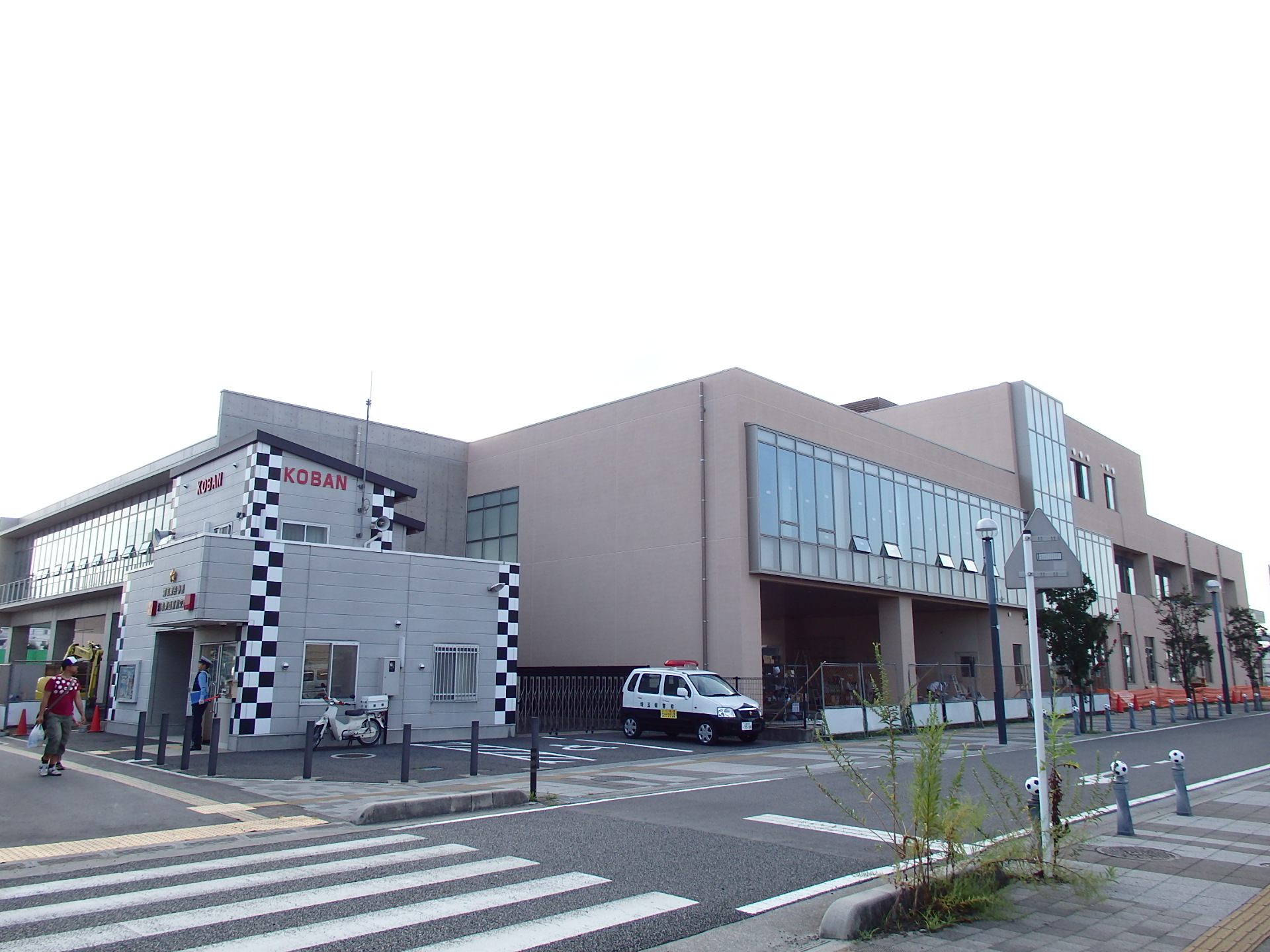
浦和美園駅東口複合施設
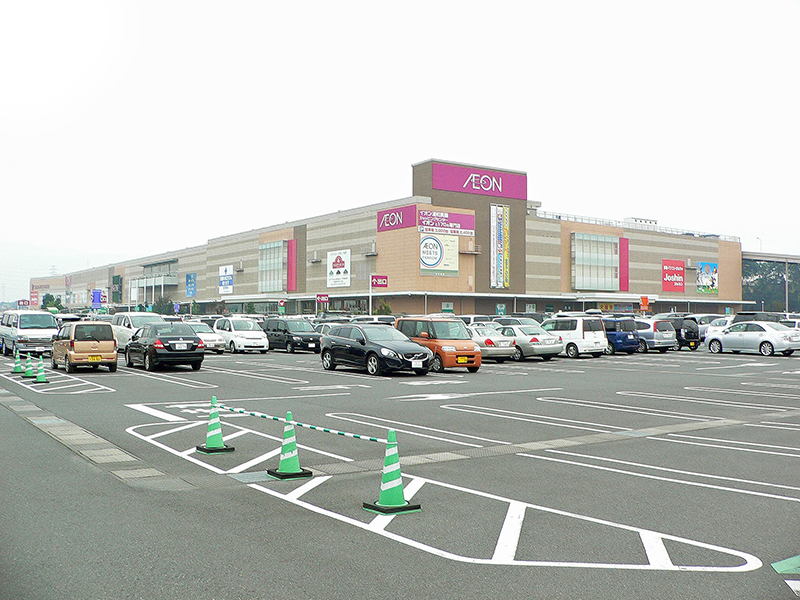
イオンモール浦和美園
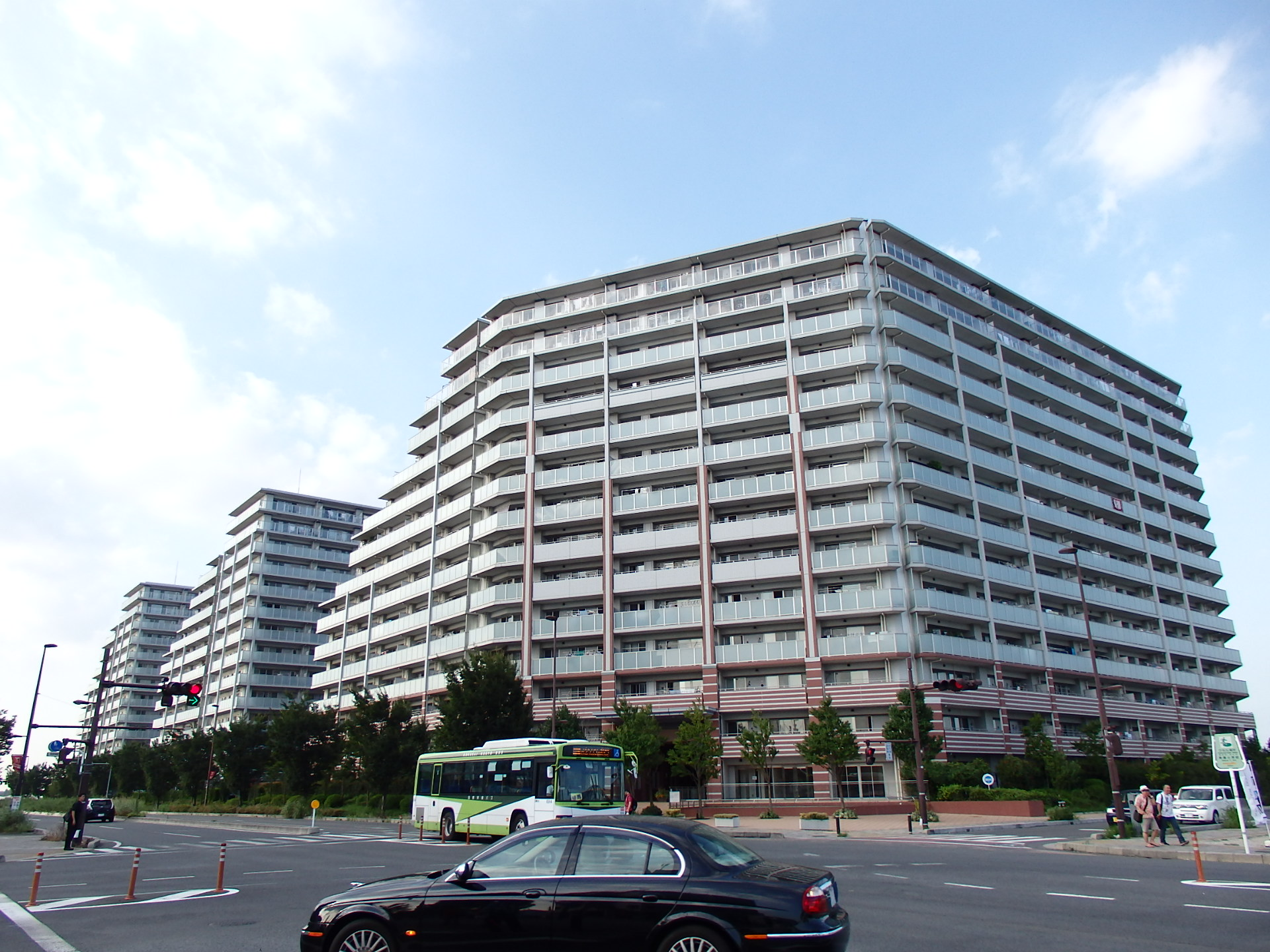
センターフィールド浦和美園

### 西口
- 埼玉高速鉄道本社・車両基地
- 国道122号
- 国道463号（越谷浦和バイパス）
- 東北自動車道 浦和インターチェンジ
- 慶應義塾大学 浦和共立キャンパス
- 浦和大学（スクールバス利用）
- 浦和学院高等学校
- 青山学院大学系属浦和ルーテル学院小学校・中学校・高等学校
- 埼玉県立浦和東高等学校
- さいたま市立美園中学校
- さいたま市緑区役所 美園支所・美園公民館
- 大崎公園

### 東口
- 浦和美園駅東口駅前複合公共施設
  - さいたま市立美園図書館
- 浦和東警察署 浦和美園駅前交番
- イオンモール浦和美園
- 目白大学 さいたま岩槻キャンパス
- さいたま市立美園小学校
- 埼玉スタジアム2002公園
  - 埼玉スタジアム2002
- しらこばと水上公園（夏期のみバス運行）
- ヤマダデンキテックランド浦和美園店
- カインズ浦和美園店
- 浦和美園駅前郵便局
- 東横イン浦和美園駅東口

## 路線バス
| 東口   | 東口         | 東口                                                  | 東口               | 東口                         | 東口                                          |
| 乗り場 | 系統         | 主要経由地                                            | 行先               | 運行事業者                   | 備考                                          |
| ------ | ------------ | ----------------------------------------------------- | ------------------ | ---------------------------- | --------------------------------------------- |
| 1      | 岩11-3       | 笹久保・目白大学・岩槻高校入口                        | 岩槻駅             | 国際興業                     |                                               |
| 2      | 浦02         | イオンモール浦和美園・尾間木・原山                    | 浦和駅東口         | 国際興業                     | 土休日の浦和駅方面は イオンモール浦和美園通過 |
| 2      | 岩11-3       |                                                       | 東川口駅北口       | 国際興業                     |                                               |
| 3      | J06          | （直行）                                              | スタジアム北門行   | 国際興業                     | JリーグおよびJFA主催試合 開催時、往路のみ運行 |
| 3      | 美100        | （直行）                                              | しらこばと水上公園 | 国際興業 朝日バス            | 夏季のみ運行                                  |
| 4      | 貸切         |                                                       | 浦和大学           |                              | スクールバス                                  |
| 4      | 貸切         |                                                       | 浦和学院高等学校   |                              | スクールバス                                  |
| 4      | あだたら号   | 西郷バスストップ・ 矢吹泉崎バスストップ・須賀川営業所 | 郡山駅前           | 東武バス セントラル 福島交通 |                                               |
| 4      | 遠野・釜石号 | 新花巻駅前・遠野駅前・釜石駅前                        | 道の駅やまだ       | 国際興業 岩手県交通          | 夜行                                          |
| 西口   |              |                                                       |                    |                              |                                               |
| 1      | 美01         | 浦和大学・バイパス大崎・中尾陸橋・駒場運動公園入口    | 浦和駅東口         | 国際興業                     |                                               |
| 2      | 大01         | 浦和大学入口・染谷新道・片柳支所・日大前              | 大宮駅東口         | 国際興業                     |                                               |
| 2      | 美80         | 浦和大学入口・浦和学院高校入口・浦和東高校入口        | さいたま東営業所   | 国際興業                     |                                               |

- 国際興業バスは、2013年9月20日から岩槻駅 - 浦和美園駅間を目白大学のみ停車する快速バス・岩101を運行していたが、2019年3月16日のダイヤ改正で廃止された[16]。
- ジャパンタローズ（タローズバス）は当駅と越谷駅西口方面を結んでいたが、2018年（平成30年）7月1日付で休止した[17][18]。

## 駅名の由来
旧市名である浦和市の浦和と、それ以前の旧村名である美園村や、浦和市下での地区名である美園地区の美園を組み合わせたものである。
駅名決定までの仮称は、美園村以前の村名・大字名である「大門」から採られた「浦和大門駅」だった。なお、蓮田駅から南へ伸びていた武州鉄道（廃線）の武州大門駅は、現在の浦和美園駅から1kmあまりの距離にあった。

## ウサギの駅長「ラビたま」
2015年6月7日、ウサギの「ラビたま駅長」が誕生、同日に埼玉高速鉄道社長などが出席しての駅長就任式が開かれた。ウサギを駅長にするのは、山形鉄道宮内駅の「もっちぃ駅長」についで2例目となる。
これは埼玉高速鉄道の工務所に所属する社員からの提案が基になり実現したもので、当駅と同じ浦和地区内に約2千年前に創建された調神社（浦和区）が、ウサギを神の使いとして迎えたという故事にちなむものとされている。
駅長として迎えられたのは東松山市に所在する埼玉県こども動物自然公園にて飼育されていた1歳4カ月（駅長就任時点）のイエウサギの雌であり、名付けに際しては沿線在住の子供たちを対象に名前公募を実施した。その結果採用された「ラビたま」という名前は、ウサギの英語表記「Rabbit（ラビット）」と埼玉県の県名かな表記および所在地の市名の「さいたま」からとられたものだという。
駅長としての初仕事は、就任式が行われた当日に埼玉スタジアム2002にて行われた地域活性化ミーティング「第1回URAWAサミット」への出席だった。これ以後の勤務態勢として、通常は「週5日程度・1日あたり7時間半程度（7 - 10時・14 - 18時半）」とし、当駅所属駅員とともに駅構内の巡回を行う他、駅利用者への挨拶や、イベント開催時などに於ける来場者への挨拶もこなす、としているほか、24時間態勢で当駅所属駅員が「ラビたま」の身の回りの世話をすることになっていた。
2021年12月18日付で高齢を理由に引退。引退後は駅員に引き取られ余生を送るという。

## 隣の駅
埼玉高速鉄道
 埼玉高速鉄道線
東川口駅 (SR 25) - 浦和美園駅 (SR 26)